# Friardel
Friardel település Franciaországban, Calvados megyében. Lakosainak száma 247 fő (2018. január 1.). Friardel Cerqueux, Familly, La Folletière-Abenon, Meulles, Orbec, La Vespière és La Vespière-Friardel községekkel határos.

## Népesség
A település népességének változása:
| Lakosok száma | 225  | 176  | 206  | 185  | 199  | 239  | 240  | 239  | 245  | 247  |
|               | 1962 | 1968 | 1982 | 1990 | 1999 | 2008 | 2011 | 2013 | 2017 | 2018 |